# 矢薙直樹
矢薙直樹（1972年11月1日—），日本男性配音員。出生於東京都。身高176cm。O型血。

## 人物簡介
舊藝名柳 知樹（やなぎ ともき）。目前由 Artistcrew所屬，並在2006年3月1日自行就任代表董事，成立個人事務所FreeMarch。
其曾任職於Mausu Promotion、東京俳優生活協同組合、Yellow-Tail、Toritorio Office、Pro-Fit及Best Position（2010年11月1日－2011年10月31日）、TRIAS。為人熟悉的代表配音作品有《銀河鐵道物語》系列主角有紀學、《BLOOD+》的摩西、《暗夜魔法使》的柊蓮司及《遊☆戲☆王5D's》的炎城骸。
2008年6月1日，外包deux（現deux-plus）的業務經營管理，但在2009年4月30日解約。2011年11月1日加入TRIAS同時，又負責外包TRIAS的業務經營管理，但在2012年3月31日解約。
2009年9月15日從網路廣播節目《Fear通》畢業。

## 演出作品
※粗體字表示說明飾演的主要角色。

### 電視動畫
1998年
- 秀逗博士（高中生）

1999年
- 麻辣教師GTO（草野忠明[6]）
- 麻煩巧克力（日语：トラブルチョコレート）（卡卡歐）

2000年
- 星界的戰旗（乘組人員）
- 名偵探柯南（狼藉者A）

2001年
- 仰天人間（日语：仰天人間バトシーラー）（／）

2002年
- 笑園漫畫大王（男學生A、發令員）
- 帝皇戰紀
- 人造人009 THE CYBORG SOLDIER（新兵、鮑伯）
- 彩夢芭蕾（鳥棠[7]）

2003年
- 妮嘉尋親記（約翰·韋塔德）
- 銀河鐵道物語（2003～2007，有紀學[4][5][8]）2系列
- 機甲露寶（寶、螺旋機器人、旁白、梅田AD、廣播）

2004年
- （河童白菜）
- BURN-UP SCRAMBLE（19）

2005年
- 月詠 -MOON PHASE-（傑達）
- BASILISK ～甲賀忍法帖～（夜叉丸[9]）
- 不可思議星球的☆雙胞胎公主（吟遊詩人那吉紐）

2006年
- INNOCENT VENUS（伍羅）
- 不可思議星球的☆雙胞胎公主Gyu！（艾德華→小艾德）
- BLOOD+（摩西[4][5]）

2007年
- 暗夜魔法使 The ANIMATION（柊蓮司[4][5]）

2008年
- 遊☆戲☆王5D's（炎城骸[4][5]）

### OVA
2000年
- 炎之迷宮（日语：炎のらびりんす）（三號手、男B）

2001年
- （少年1）

2007年
- 銀河鐵道物語 ～被時間遺忘的行星～（有紀學[4][5]）

### 電影動畫
1999年
- 火線先鋒大吾 火災現場的傻瓜（接線員）

### 遊戲
2002年
- 龍息之焰V（日语：ブレス オブ ファイアV ドラゴンクォーター）（坦特拉）

2003年
- （豬口祐介）
- 式神之城II（日语：式神の城）（玖珂晉太郎）

2004年
- 召浪漫茶房（道明寺月夜）
- 洛克人ZERO 3（日语：ロックマンゼロ3）（邱比特·芙可絲塔）

2005年
- 侍魂 天下一劍客傳（德川慶寅、花諷院和獨）
- 人中之龍

2006年
- 戀愛課程 代課老師（須賀夏野）
- BLOOD+ 雙翼戰鬥輪舞曲（日语：BLOOD+ 双翼のバトル輪舞曲）（摩西）

2008年
- 暗夜魔法使 The VIDEO GAME ～Denial of the World～（柊蓮司[4][5]）
- 瑪那鍊金術2 ～沒落學園與鍊金術士們～（日语：マナケミア2 〜おちた学園と錬金術士たち〜）（尤）

2009年
- 魔法使者（日语：タクトオブマジック）
- 遊☆戲☆王5D's Wheelie Breakers（日语：遊☆戯☆王デュエルモンスターズ (コンピューターゲーム)#Wii）（炎城骸）

2011年
- 遊☆戲☆王5D's Duel Transer（日语：遊☆戯☆王5D's Duel Transer）（炎城骸）

### 外語配音
※作品依英文名稱及英文原名稱排序。

#### 電影
- 暗流（青年1〈薩米·茲圖尼 飾演〉）※DVD版。
- 魔鬼末日（英语：End of Days (film)） ※朝日電視台版。
- 大家都說我愛你（英语：Everybody Says I Love You）
- 神秘河流（雷·哈里斯〈斯潘塞·特里特·克拉克 飾演〉）
- 決戰猩球 (2001年電影)（巴恩）※影碟版。
- 親親小媽（英语：Stepmom (film)）
- 天人交戰
- 勇闖天涯路（英语：Wild America (film)）（馬克·斯托弗〈戴文·薩瓦 飾演〉）
- 企業戰士（英语：Yamakasi (film)）（Zicmu〈揚·哈努塔 飾演〉）

#### 電視影集
- 愛卡莉

#### 動畫
- 寶貝樂一通（傻大貓（英语：Sylvester the Cat）〈泰瑞·克拉森（英语：Terry Klassen） 配音〉）
- 搗蛋三傻（艾德／雙D〈山姆·文森（英语：Sam Vincent (voice actor)） 配音〉）※柳知樹名義。
- 菲力貓（菲力貓）

### 特攝影集
2001年
- 百獸戰隊牙吠連者（螢光幕變異人的配音）

### 廣播節目
- 網路廣播『Fear通（日语：ふぃあ通）』（TRPG遊戲暗夜魔法使衍生廣播節目）的主持人群之一。
- 銀河鐵道情報局（於『銀河鐵道物語』官方網站更新，音泉：2005年9月16日－2007年4月12日）

### CD
- 私立正義學園 廣播劇專輯 ～被狙擊的太陽學園 熱血偵探篇～（2000年，太陽學園班長）
- 續·革命日（日语：革命の日）（豐實琴（日语：豊実琴））
- 廣播劇CD（2003年－2004年，阿爾德）－全2卷
- REMASTERED TRACKS ROCKMAN ZERO ΤΕΛΟΣ（日语：ロックマンゼロ3）（邱比特·芙可絲塔）
- 暗夜魔法使
  - 暗夜魔法使Fan Book『Power of Love』附贈廣播劇CD『愚者的樂園』（柊蓮司）
  - 暗夜魔法使Fan Book『Reach for the Stars』廣播劇CD『世界盡頭的數式』（柊蓮司、櫻間流）
  - 暗夜魔法使Fan Book『Fly me to the Moon』廣播劇CD「無常的月亮」（哥爾斯）
  - 暗夜魔法使Fan Book『Openration Chaos』廣播劇CD「來吧，甦醒的朋友」（真行寺命）
  - 暗夜魔法使Fan Book『Stardust Tears』附贈廣播劇CD『新釋·星星繼承者 ～篝～』（柊柊蓮司）

### BLCD
- 王子的讀書會（日语：王子様のお勉強）廣播劇CD 謠傳的二人 預告篇（赤羽宏）
- 禁斷的甜果（和久井惠那＆藤原智琉）

### TRPG角色配音
- Alshard（日语：アルシャード） 
  - 神薙御劍（艾德·水守）
- Seven Fortress（日语：セブン＝フォートレス） 
  - 黑星的皇子（日语：黒き星の皇子）（神條皇子）
- 暗夜魔法使 
  - 紅月巫女（日语：紅き月の巫女）（真行寺命）
  - 白陽御子（日语：白き陽の御子）（靜·伯恩斯坦）
  - （羽戒時雨）
  - （櫻間流）
  - （瀧野川正月）－《暗夜魔法使 The ANIMATION》DVD初回生産限定版附贈的Special Book同名動畫小冊子。

### 同人誌
以企劃&製作團體「Happy Timer」名義，在大型同人誌即賣會Comic Market頒布同人創作＋同人廣播劇CD。
- 電激少女（原創廣播劇CD，原案：矢薙直樹、劇本：田中天（日语：田中天））
- 2（阿麗安蘿德TRPG）
- 世界、月許傳（原創TRPG）
- （原創廣播劇CD）

## 外部連結
- Artistcrew官方網站的聲優簡介 （页面存档备份，存于） （日語）
- Fremarch官方網站的聲優簡介 （页面存档备份，存于） （日語）
- 物語藥 （页面存档备份，存于） （日語）－矢薙直樹的官方個人網站。
- 矢薙直樹的X（前Twitter） （日語）